# Peter von Thorberg
Peter von Thorberg, auch Peter von Torberg (* 1321; † 1400), war Ritter, Vogt in Entlebuch LU und Stifter des Klosters Thorberg (später Schloss Thorberg).

## Leben
Um 1350 verpfändete Österreich das Entlebuch an Peter von Thorberg, 1363 an Petermann I. von Grünenberg und 1369 erneut an den Thorberger. Dieser schränkte die Freiheiten der Bauern ein, erhöhte die Abgaben und machte sich dadurch bei den Leuten unbeliebt. Im Jahr 1385 gingen die Entlebucher daher ein Bündnis mit der Stadt Luzern ein. Peter von Thorberg und sein Untervogt Claus Trube ermordeten daraufhin Bürger von Entlebuch, weil sie Luzern um Hilfe gebeten hatten. Am 3. Januar 1386 wurde Thorberg von den Luzerner Truppen vertrieben.
Seine Burg wurde 1386 von den Bernern erobert, gegen die Thorberg stets gekämpft hatte. 1397 wurde nach zahlreichen Wirren das Kloster Thorberg gegründet.
Peter von Thorberg kaufte (pfändete) die Stadt und Burg Klingnau am 16. November 1371 vom Bischof des Hochstifts Konstanz, Heinrich III. von  Brandis.

## Erzählung
In Arnold Winkelried spricht der Schultheiss Klaus von Matt zum Schwendi Bauer:
 «Die Vögte hassen uns Luzerner wie die Pest. Ihr wisst, wie es den Leuten im Entlebuch ergangen ist, weil auch sie unsern Schutz erbeten haben. Der mächtige Landvogt Peter von Thorberg hat sie hart in die Finger genommen. Es schreit zum Himmel, wie sein Untervogt Claus Trube manchen braven Mann an die Bäume geknöpft, ertränkt oder in den Turm geworfen hat. Bewahre Euch Gott vor solchem Unglück!»

## Stammsitz
Das Schloss Thorberg liegt in der Gemeinde Krauchthal, Kanton Bern. 
Von der urkundlich 1175 erstmals erwähnten Burg der Herren von Thorberg ist nur noch ein Rest des Turmfundamentes erhalten. 